# Kiran Millwood Hargrave
Kiran Millwood Hargrave, née le 21 mars 1990 dans le Surrey, est une poétesse, romancière et dramaturge britannique.

## Biographie
Kiran Millwood Hargrave naît dans le Surrey le 29 mars 1990. Elle est diplômée de l’université de Cambridge (2011) et de l’université d’Oxford (2014). Elle vit à Oxford avec son époux, l’artiste peintre britannique Tom de Freston.[réf. nécessaire]

## Œuvre
Kiran Millwood Hargrave commence à écrire en 2009 et a publié des romans pour enfants, jeunes adultes et adultes. Son premier roman, The Girl of Ink and Stars, est un roman pour enfants publié par la maison d’édition Random House en mai 2016 au Royaume-Uni et en novembre 2016 aux États-Unis (sous le titre The Cartographer’s Daughter). Le roman est récompensé à deux reprises en 2017. Il est publié en français en 2017 aux éditions Michel Lafon sous le titre La Fille d’encre et d’étoiles.
Son deuxième roman, The Island at the End of Everything, publié en 2017, est également un roman pour enfants.
Son premier roman pour adultes, The Mercies, est publié aux éditions Picador en 2020, et paraît la même année en français (traduit par Sarah Tardy) sous le titre Les Graciées aux éditions Robert Laffont puis en septembre 2021 aux éditions Pocket. Le roman est finaliste du prix Femina 2020.
Sa première pièce de théâtre, intitulée BOAT, a pour thème le trafic d’êtres humains et est mise en scène en octobre 2015 par la compagnie théâtrale PIGDOG à Balham.
Kiran Millwood Hargrave publie en 2020 un autre roman pour enfants, Julia and The Shark, en collaboration avec son mari Tom de Freston. Le roman est présélectionné pour le prix Waterstones Book of the Year.

## Œuvres

### TrilogieGeomancer
1. Dans l'ombre de la reine louve, Robert Laffont, 2024 ((en) In the Shadow of the Wolf Queen, 2023), trad. Sarah Tardy, 400 p.  (ISBN 978-2-221-27362-3)
2. Le Blizzard et l’Épervier, Robert Laffont, 2025 ((en) The Storm and the Sea Hawk, 2024), trad. Sarah Tardy, 400 p.  (ISBN 978-2-221-27363-0)
3. (en) The Ship of Strays, 2025

### Romans
- La Fille d'encre et d'étoiles, Michel Lafon, 2018 ((en) The Girl of Ink and Stars, 2016), trad. Philippe Mothe, 268 p.  (ISBN 978-2-7499-3496-9)
- (en) The Island at the End of Everything, 2017
- Un hiver sans fin, Michel Lafon, 2020 ((en) The Way Past Winter, 2018), trad. Philippe Mothe, 255 p.  (ISBN 978-2-7499-4147-9)
- Les Filles qui ne mouraient pas, Michel Lafon, 2021 ((en) The Deathless Girls, 2019), trad. Anne Delcourt, 349 p.  (ISBN 978-2-7499-4703-7)
- Les Graciées, Michel Lafon, 2020 ((en) The Mercies, 2020), trad. Sarah Tardy, 393 p.  (ISBN 978-2-221-23926-1)
- (en) A Secret of Birds and Bones, 2020
- Julia et le Requin, Michel Lafon, 2022 ((en) Julia and The Shar, 2021), trad. Sarah Tardy, 252 p.  (ISBN 978-2-7499-4950-5)
- La Danse des damnées, Robert Laffont, 2023 ((en) The Dance Tree, 2022), trad. Sarah Tardy, 345 p.  (ISBN 978-2-221-26660-1)
- (en) Leila and the Blue Fox, 2022

### Recueils de poèmes
- (en) Scavengers
- (en) Last March
- (en) Wide Shining
- (en) Splitfish